# في روسيا السوفيتية

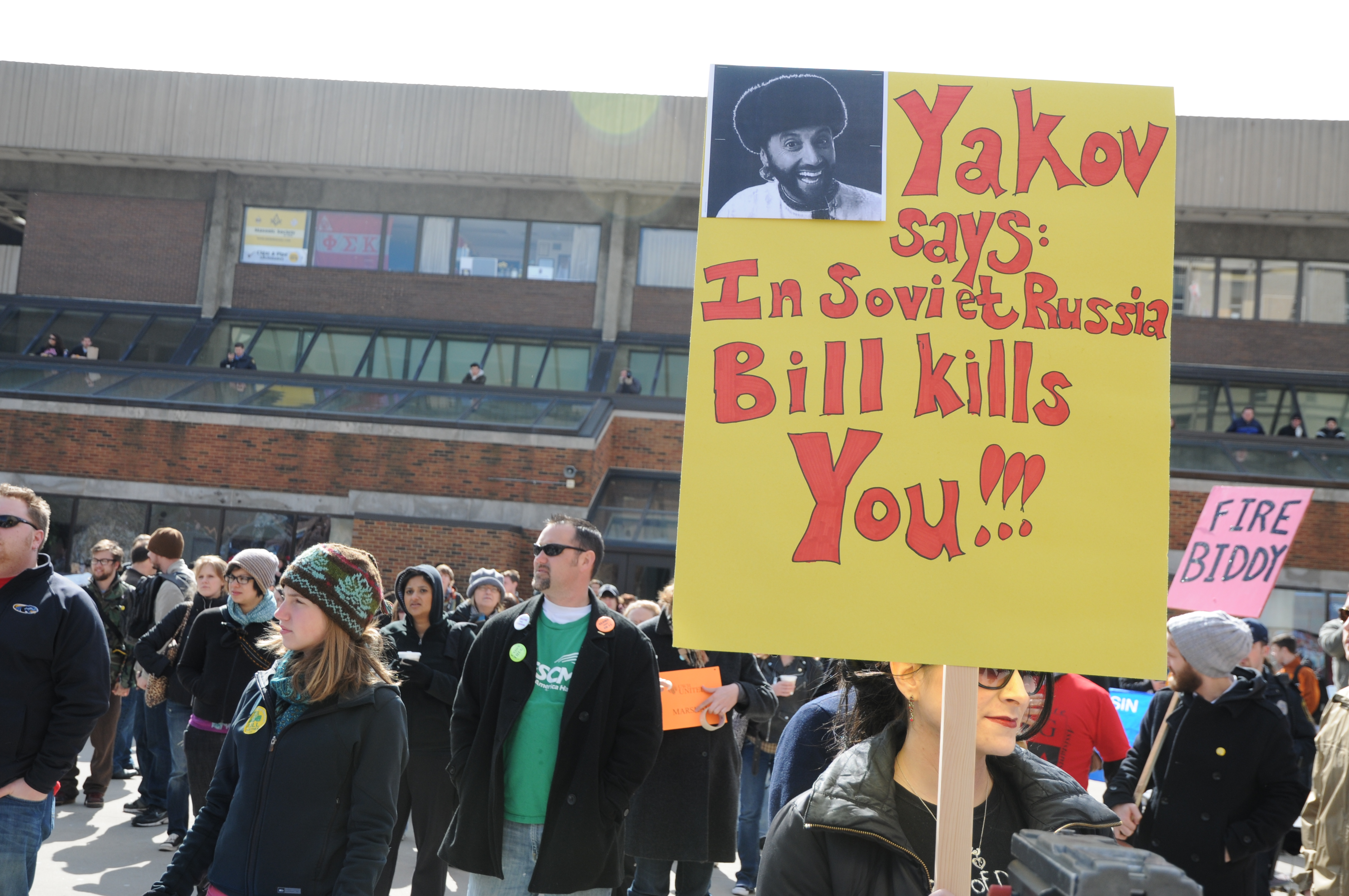
مظاهرة عام 2011 في ويسكونسن

في روسيا السوفيتية، وتُسمى أيضًا العكس الروسي، هي قالب نكتة تتخذ الشكل العام التالي: "في أمريكا، تفعل س باستخدم أو مع ص؛ وفي روسيا السوفيتية، يفعل ص س معك". عادةً ما تصف الجملة الأمريكية نشاطًا عاديًّا غير مؤذ، بينما تصف الجملة السوفيتية المقلوبة شيئًا مهددًا أو مختلًا وظيفيًّا، ساخرةً من الحياة في ظل الحكم الشيوعي، أو في "الوطن القديم". أحيانًا تُحذف الجملة الأولى، وأحيانًا تُكتب إحدى الجملتين أو كلتيهما عمدًا بأخطاء نحوية إنجليزية نمطية تميز الروس.
على الرغم من أن الأصل الدقيق لشكل النكتة غير مؤكد، إلا أن أحد الأمثلة المبكرة هو من المسرحية الموسيقية لكول بورتر عام 1938 اتركها لي! ("في روسيا السوفيتية، يمنحك الرسول إكرامية"). استخدم بوب هوب هذا الشكل في حفل توزيع جوائز الأوسكار عام 1958. في البرنامج التلفزيوني Laugh-In لعام 1968-1973، قدمت شخصية متكررة، "بيوتر روزمينكو رجل أوروبا الشرقية" (لعبه آرتي جونسون)، نكات قصيرة مثل "هنا في أمريكا، الأمر جيد جدًا، الجميع يشاهدون التلفاز. في البلد القديم، يشاهدك التلفاز! تشير هذه النكتة إلى " شاشات العرض" من رواية جورج أورويل الديستوبية 1984، والتي تعيد إنتاج الصور وتراقب المواطنين.
غالبًا ما يرتبط هذا النوع من النكات بالممثل الكوميدي السوفيتي المهاجر ياكوف سميرنوف، الذي استخدمه، على سبيل المثال، في إعلان ميلر لايت عام 1985: "في أمريكا، تتوفر البيرة الخفيفة ويمكنك دائمًا العثور على حفلة. في روسيا، تجدك الحفلة دائمًا". مثال آخر لجاري كاسباروف : "لكل بلد مافيا خاصة به؛ في روسيا، للمافيا بلدها الخاص".